# Anthony Ademu Adaji
Anthony Ademu Adaji MSP (* 13. Oktober 1964 in Ukpaba) ist Bischof von Idah.

## Leben
Anthony Ademu Adaji trat der Ordensgemeinschaft der Missionary Society of St. Paul of Nigeria bei, legte die Profess am 3. Dezember 1994 ab und empfing am 1. Juli 1995 die Priesterweihe. Papst Benedikt XVI. ernannte ihn am 28. Juni 2007 zum Weihbischof in Idah und Titularbischof von Turuda.
Der Apostolische Nuntius in Nigeria, Renzo Fratini, spendete ihm am 22. September desselben Jahres die Bischofsweihe; Mitkonsekratoren waren Felix Alaba Adeosin Job, Erzbischof von Ibadan, und Ignatius Ayau Kaigama, Erzbischof von Jos.
Am 1. Juni 2009 wurde er zum Bischof von Idah ernannt.